# Verreauxs oehoe
Verreauxs oehoe (Ketupa lactea, synoniem Bubo lacteus) (ook wel melkwitte ooruil) is een soort oehoe die voorkomt in Sub-Saharisch Afrika. Deze vogel is genoemd naar de Franse natuuronderzoeker Jules Verreaux.

## Kenmerken
Volwassen dieren meten ruim 60 tot 65 centimeter, wat maakt dat dit de grootste Afrikaanse uil is. De uil is onmiskenbaar. Deze oehoe is grijsbruin van boven en is van onder melkwit, met daarin een fijne streping. Opvallend zijn de rozekleurige oogleden.

## Leefwijze
Deze uil is een schemer- en nachtactieve vogel. Zijn prooi bestaat in hoofdzaak uit slangen en hagedissen. Hij broedt in de holtes van dikke bomen (Afrikaanse baobabs) of ongebruikte nesten van de palmgier.

## Verspreiding en leefgebied
Hij komt voor in grote delen van Afrika ten zuiden van de Sahara en is met name aan te treffen in streken waar veel acacia's groeien. Het is een vogel van half open landschappen waarin plaatselijk grote, oude bomen staan zoals in bossavannes.

## Status
Verreauxs oehoe heeft een groot verspreidingsgebied en daardoor is de kans op de status kwetsbaar (voor uitsterven) gering. De grootte van de populatie is niet gekwantificeerd. Er is geen aanleiding te veronderstellen dat de soort in aantal achteruit gaat. Om deze redenen staat Verreauxs oehoe als niet bedreigd op de Rode Lijst van de IUCN.